# Dankler Luis de Jesus Pereira
Dankler Luis de Jesus Pereira (Salvador, 24 gennaio 1992) è un calciatore brasiliano, difensore del Shijiazhuang Gongfu.

## Carriera

### Club
Il 1º febbraio 2016 viene acquistato dalla squadra portoghese dell'Estoril Praia.

## Palmarès

### Club

#### Competizioni statali
- Campionato Baiano: 1

Vitória: 2013
- Taça Guanabara: 1

Botafogo: 2015

#### Competizioni nazionali
- Campeonato Brasileiro Série B: 1

Botafogo: 2015
- Coppa dell'Imperatore: 1

Vissel Kōbe: 2019
- Supercoppa del Giappone: 1

Vissel Kōbe: 2020